# Lego The Lord of the Rings
Lego The Lord of the Rings — компьютерная игра 2012 года выпуска, разработанная компанией Traveler’s Tales и опубликованная Warner Bros. для персональных компьютеров под Windows и OS X, и игровых приставок Xbox 360, PlayStation 3, Nintendo 3DS, PlayStation Vita, Nintendo DS и Wii. Игра основана на кинотрилогии Властелин Колец. Выход состоялся 13 ноября 2012 года на территории США.
Игра отличается от всех ранее производимых серий игр Lego тем, что является ролевой и игрок имеет рюкзак, который заполняется по мере прохождения игры.

## От производителя
Игра Lego The Lord of the Rings создана по мотивам кинотрилогии Питера Джексона «Властелин колец» — «Властелин колец: Братство кольца», «Властелин колец: Две крепости» и «Властелин колец: Возвращение короля». Вас ждут знаменитые события, однако на этот раз они будут разыграны для вас забавными пластиковыми человечками Lego.
Кольцо Всевластия обладает собственной волей и хочет вернуться к своему ужасному хозяину Саурону, а значит, путь Фродо будет полон опасностей и приключений. Приготовьтесь — вас ждут орочьи засады, кровожадные монстры и неведомые опасности.
Но Фродо не одинок на своём пути — ему помогает Братство, в которое входят следопыт Арагорн, волшебник Гэндальф, эльфийский принц Леголас, гном-воитель Гимли, представитель княжества людей Боромир, а также друзья Фродо — хоббиты Сэм, Мерри и Пиппин.

## Геймплей

### Новые возможности
В игре была добавлена функциональность от прошлых игр серии Lego, например такие как возможность изучать все в открытом мире Средиземья. Игрок может обладать силой меча Элендила, собирать и использовать различное оружие и магические предметы, в том числе фиал Галадриэль, эльфийскую накидку, мечи и луки, переходя от одной сюжетной линии к другой. Новые возможности включают магические характеристики (Гэндальф, Саруман Белый), выбивание вещей из треснувших блоков (Гимли и другие гномы), ковка доспехов и оружия в кузнице из Мифрила (самого драгоценного металла в Средиземье). Также новым является тот факт, что каждый персонаж имеет свой собственный инвентарь, который может быть использован для сбора новых предметов.
Также улучшилась система покупки персонажей. На карте отмечаются персонажи в виде иконок. Затем надо перейти в ту область и купить его. А если это вражеский персонаж, его нужно сначала победить.

### Открытый мир
Перед Вами раскинулось всё Средиземье, а если вы где-то потерялись, то помогут «призрачные кубики — проводники». Данный режим сочетает в игре до семи неигровых персонажей (или игроков в кооперативном режиме). В игре представлен кузнец, чтобы делать оружие и другие вкусности из мифрила (можно найти в Бри). Существуют также различные дополнительные квесты, которые можно найти в открытом мире. До каждой области карты можно дойти пешком (или же использовать лошадь, свинью, козу, только на небольшое расстояние), но самый быстрый способ перемещения заключается в использовании «быстрых путешествий», чтобы перемещаться таким образом, надо активировать специальные «путевые камни». Режим открытого мира охватывает все места действия из трилогии, давая игроку возможность перемещаться из Шира в Мордор. В игре также доступен режим разделенного экрана, как в Lego Batman 2: DC Super Heroes и Lego Marvel SuperHeroes. Режим «Открытый мир» не доступен на консолях PS Vita и Nintendo DS.

## Описание
Lego The Lord of the Rings — увлекательное приключение, совмещающее в себе сюжет всех трёх фильмов и книг трилогии «Властелин Колец». В игре представлено множество персонажей из знаменитой трилогии, каждый из которых обладает своими специальными умениями и способностями.

## Персонажи
В игре присутствует 84 игровых персонажа. Одних можно получить по ходу выполнения сюжета, других за выполнение заданий в «Открытом мире».

## Разработка и релиз
Lego The Lord of The Rings вышла как дополнение к выпущенной коллекции игрушек Lego Властелин Колец. Специальное издание игры поставляется с уникальной фигуркой Элронда и кодом для скачивания обоев и видео об игре. Демо версия игры была запущена для Microsoft Windows, Nintendo 3DS и Xbox 360. Wii версия для Европы была отложена до 30 ноября.

## Отзывы и продажи
| Сводный рейтинг       | Сводный рейтинг                                                        |
| Агрегатор             | Оценка                                                                 |
| --------------------- | ---------------------------------------------------------------------- |
| GameRankings          | (PC) 83,67 % (X360) 81,41 % (PS3) 82,08 % (3DS) 60,00 % (Vita) 54,00 % |
| Metacritic            | (PC) 80/100 (X360) 80/100 (PS3) 82/100 (Vita) 55/100                   |
| Иноязычные издания    |                                                                        |
| Издание               | Оценка                                                                 |
| Edge                  | 6/10                                                                   |
| Eurogamer             | 9/10                                                                   |
| G4                    | 4/5                                                                    |
| GameSpot              | 8,5/10                                                                 |
| GamesRadar+           | [ 15 ]                                                                 |
| IGN                   | 6,8/10                                                                 |
| VideoGamer            | 8/10                                                                   |
| Русскоязычные издания |                                                                        |
| Издание               | Оценка                                                                 |
| Absolute Games        | 75 %                                                                   |

Летом 2018 года, благодаря уязвимости в защите Steam Web API, стало известно, что точное количество пользователей сервиса Steam, которые играли в игру хотя бы один раз, составляет 582 228 человек.